# David Kipiani
David Kipiani (grúzul: დავით ყიფიანი; Tbiliszi, 1951. november 18. – Tbiliszi, 2001. szeptember 17.) szovjet válogatott grúz labdarúgó, edző. Minden idők legjobb grúz labdarúgójának tartják.

## Pályafutása

### Klubcsapatban
Tbilisziben született. Pályafutását iskoláskorában kezdte a 35. számú tbiliszi iskola csapatában. 1967-ben igazolt a Dinamo Tbiliszihez, de hamarosan távozott és 1968-ban a Lokomotivi Tbiliszi szerződtette. 1969-ben visszatért a Dinamohoz. Sérülések miatt mindössze csak egy mérkőzésen lépett pályára 1967 és 1969 között. 1970-ben ismét a Lokomotivi játékosa lett, ahol már sikeresebb évet tudhatott maga mögött. 1971-ben Gavriil Kacsalin hívására visszatért a Dinamo Tbiliszi együtteséhez és itt töltötte el pályafutása hátrelévő részét. Stílusával, játékintelligenciájával, egyedi megoldásaival, passzhatékonyságával meghatározó tagja volt az 1970-es évek Dinamo Tbiliszijének. 1978-ban szovjet bajnokságot nyert, míg 1976-ban és 1979-ben szovjet kupagyőztes lett. 1977-ben megválasztották az év szovjet labdarúgójának. 1981-ben a kupagyőztesek Európa-kupáját is sikerült elhódítania csapatával.

### A válogatottban
1974 és 1981 között 19 alkalommal szerepelt a szovjet válogatottban és 7 gólt szerzett. Konsztantyin Beszkov kapitánysága idején mutatkozott be 1974. április 17-én, Zenicán egy Jugoszlávia elleni barátságos mérkőzésen és mindössze 5 perccel a becserélése után gólt szerzett, amivel 1–0 arányban győztek. Az utolsó válogatott mérkőzését 1981. május 30-án játszotta Wales ellen egy világbajnoki-selejtező alkalmával.
Részt vett a Montréalban rendezett 1976. évi nyári olimpiai játékokon, ahol bronzérmet szerzett. Világbajnokságon sosem szerepelt. Erre a legnagyobb esélye 1982-ben, pályafutása csúcsán lett volna, de a különböző lábsérülések nem kímélték, így nem került be a spanyolországi vb-re utazó keretbe.

### Edzőként
Miután befejezte az aktív játékot edzősködni kezdett. Dolgozott többek között a Dinamo Tbiliszi, a Torpedo Kutaiszi, a ciprusi Olimbiakósz Lefkoszíasz, a belga Racing Mechelen és az orosz Sinnyik Jaroszlavl csapatainál. 1997-ben, illetve 2000 és 2001 között a grúz válogatott szövetségi kapitánya volt. 

### Halála
2001. szeptember 17-én, 49 éves korában autóbalesetben hunyt el. Halála után róla nevezték el a grúz labdarúgókupát.

## Sikerei, díjai

### Játékosként
Dinamo Tbilisz
- Szovjet bajnok (1): 1978
- Szovjet kupa (2): 1976, 1979
- Kupagyőztesek Európa-kupája (1): 1980–81

Szovjetunió
- Olimpiai bronzérmes (1): 1976

Egyéni
- Az év szovjet labdarúgója (1): 1977

### Edzőként
Dinamo Tbilisz
- Grúz bajnok (3): 1994–95, 1995–96, 1996–97
- Grúz kupa (3): 1994–95, 1995–96, 1996–97

Torpedo Kutaiszi
- Grúz bajnok (2): 1999–2000, 2000–01
- Grúz kupa (1): 2000–01

## Pályafutásának statisztikái

### Klubcsapatokban

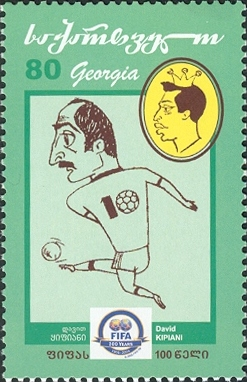
Kipiani egy 2004-es grúz bélyegen.

| Klub                | Szezon   | Bajnokság | Bajnokság | Kupa  | Kupa  | Európa | Európa | Összesen | Összesen |
| Klub                | Szezon   | Mérk.     | Gólok     | Mérk. | Gólok | Mérk.  | Gólok  | Mérk.    | Gólok    |
| ------------------- | -------- | --------- | --------- | ----- | ----- | ------ | ------ | -------- | -------- |
| Lokomotivi Tbiliszi | 1968     | 1         | 0         | –     | –     | –      | –      | 1        | 0        |
| Lokomotivi Tbiliszi | Összesen | 1         | 0         | –     | –     | –      | –      | 1        | 0        |
| Dinamo Tbiliszi     | 1969     | –         | –         | –     | –     | –      | –      | –        | –        |
| Dinamo Tbiliszi     | Összesen | –         | –         | –     | –     | –      | –      | –        | –        |
| Lokomotivi Tbiliszi | 1970     | 28        | 3         | 1     | 0     | –      | –      | 29       | 3        |
| Lokomotivi Tbiliszi | Összesen | 28        | 3         | 1     | 0     | –      | –      | 29       | 3        |
| Dinamo Tbiliszi     | 1971     | 23        | 3         | 1     | 0     | –      | –      | 24       | 3        |
| Dinamo Tbiliszi     | 1972     | 28        | 7         | 3     | 0     | 2      | 1      | 33       | 8        |
| Dinamo Tbiliszi     | 1973     | 20        | 5         | 3     | 0     | 5      | 3      | 28       | 8        |
| Dinamo Tbiliszi     | 1974     | 5         | 1         | 3     | 4     | –      | –      | 8        | 5        |
| Dinamo Tbiliszi     | 1975     | 24        | 12        | 2     | 1     | –      | –      | 26       | 13       |
| Dinamo Tbiliszi     | 1976     | 18        | 9         | 5     | 5     | 2      | 1      | 25       | 15       |
| Dinamo Tbiliszi     | 1977     | 27        | 14        | –     | –     | 5      | 2      | 32       | 16       |
| Dinamo Tbiliszi     | 1978     | 25        | 7         | 6     | 1     | 4      | 1      | 35       | 9        |
| Dinamo Tbiliszi     | 1979     | 22        | 3         | 2     | 1     | 4      | 2      | 28       | 6        |
| Dinamo Tbiliszi     | 1980     | 31        | 8         | 7     | 3     | 4      | 0      | 42       | 11       |
| Dinamo Tbiliszi     | 1981     | 18        | 8         | 1     | 0     | 5      | 0      | 24       | 8        |
| Dinamo Tbiliszi     | 1982     | 4         | 2         | 1     | 2     | 4      | 0      | 9        | 4        |
| Dinamo Tbiliszi     | Összes   | 245       | 79        | 34    | 17    | 35     | 10     | 314      | 106      |
| Pályafutás          | Összes   | 274       | 82        | 35    | 17    | 35     | 10     | 344      | 109      |

### A válogatottban
| Szovjet válogatott | Szovjet válogatott | Szovjet válogatott |
| Év                 | Mérk.              | Gólok              |
| ------------------ | ------------------ | ------------------ |
| 1974               | 1                  | 1                  |
| 1975               | –                  | –                  |
| 1976               | –                  | –                  |
| 1977               | 6                  | 3                  |
| 1978               | 6                  | 3                  |
| 1979               | 5                  | 0                  |
| 1980               | –                  | –                  |
| 1981               | 1                  | 0                  |
| Összesen           | 19                 | 7                  |